# 陈世骧 (昆虫学家)
陈世骧（1905年11月5日—1988年1月25日），男，浙江嘉兴人，昆虫学家，中国昆虫学奠基人之一，中国科学院院士。主要从事昆虫分类学的研究。

## 生平
1919年就读于秀州中学，1924年考入复旦大学生物系。1928年毕业后赴法国留学，1934年获巴黎大学博士学位。回国后担任中央研究院动植物研究所研究员。1944年动、植物所分立后任动物研究所研究员。中华人民共和国成立后历任中国科学院实验生物研究所昆虫研究室主任、中国科学院昆虫研究所所长。1952年加入九三学社。1955年当选中国科学院生物学地学部学部委员（院士）。1962年昆虫研究所与动物研究所合并后，任动物研究所所长。1979年加入中国共产党。1982年起任中国科学院动物研究所名誉所长。1986年6月，中国科学技术协会第三次全国代表大会在北京召开，选举产生第三届全国委员会。6月28日，第三届全国委员会第一次会议召开，推举其为荣誉委员。
1988年1月25日在北京逝世。

## 社会兼职
曾任中国昆虫学会理事长、中国农学会副理事长、中国科协常委、全国政协委员、全国人大代表等职。